# 이승영 (1962년)
이승영(李承寧, 1962년 ~)은 제56대 제주지방법원장을 역임한 법조인이다.

## 생애
1962년 서울시에서 태어난 이승영은 제62회 양정고등학교와 연세대학교 법학과를 졸업하고 제25회 사법시험 합격했다. 제15기 사법연수원과 군 법무관을 거쳐 청주지방법원 판사에 임용되어 수원지방법원, 서울고등법원, 대전지방법원, 서울행정법원 등에서 판사를 하면서 사법연수원 교수를 지냈다. 2013년부터 2014년까지 민사집행법연구회 5대 회장을 역임했다.
대전지법 형사항소부 재판장으로 재직할 때 직장이 폐쇄된 소속 근로자들인 직장폐쇄를 뚫고 사업장에 출입했다고 하더라도 건조물침입죄로 처벌할 수 없다며 무죄를 선고했으며 서울행정법원 재판장으로 재직할 때는 외국인 근로자와 재외동포의 정보공개의 범위를 확대했다. 서울고등법원 민사부 재판장 재직할 때는 "발주기관이 민간업체와 계약을 체결하면서 물가변동 배제특약을 계약조건으로 포함시켰다고 하더라도 국가계약법 위반으로 효력이 없어 민간업체가 물가상승을 반영해 당초 계약금액의 증액을 요구할 수 있다"고 했다.